# Orientální koberec
Orientální koberec je ručně vázaný koberec vzorovaný s pestrými květinovými nebo abstraktními motivy.
Výraz orientální koberec je známý teprve od druhé poloviny 19. století. Podle některých definic jsou za orientální považovány jen koberce vyrobené ve střední a jižní Asii, podle jiných mohou pocházet z kterékoliv oblasti ve světě, pokud jsou zhotoveny shora popsaným způsobem.

## Druhy orientálních koberců
Z několika desítek názvů bývají nejčastěji jmenovány:
- Turecko: megri, melas, mossul, siwas, smyrna
- Kavkaz: kasak, širwan, sumach
- Persie (Írán a Afghánistán): hamadan, herat, heris, isfahan, kášán, kirman, mešed, širaz, tabriz
- Turkmenistán: afghán, beludžistán, buchara
- Indie: kašmír, lahore, mizapur

## Obchod s orientálními koberci
Údaje o rozsahu celosvětového obchodu s orientálními koberci nejsou publikovány. Známé je jen, že např. v první dekádě 21. století dosáhl světový export vázaných vlněných koberců cca 90 000 tun (o 25 % méně než v předchozí dekádě), a že vnitrozemský obchod v Íránu (druhý největší exportér) daleko přesahoval export.
Obchodování s vázanými koberci mělo podle některých znalců začít v 8. století před n. l. v Ázerbájdžánu. V době renesance se dostaly orientální koberce také do Evropy, kde s nimi začali tehdejší vládci dekorovat své paláce. V 16. století se výroba vázaných koberců značně rozvinula v Persii, perský šach Abbas systematicky podporoval prodej koberců do Evropy. Odtud se pak výroba rozšířila také do Indie a Číny. Koncem 19. století začali evropští a američtí podnikatelé organizovat v Persii výrobu vázaných koberců zaměřenou na vkus zákazníků v západních zemích.
V 21. století rozeznávají někteří publicisté dva druhy zájemců o orientální koberce: Jedni, kteří s nimi chtějí jen zkrášlit své obydlí, a druzí, kteří hledají koberce jako (často spekulativní) investici. Obchod s historickými exempláři se často uskutečňuje na známých aukcích, kde mohou za určitých podmínek být vydraženy za extrémně vysoké ceny. Dosavadní rekord dosáhl v roce 2013 perský koberec ze 17. století (s motivy vinných listů na červeném pozadí) s prodejní cenou 33,7 milionů amerických dolarů.

### Vlastnosti koberců
Běžný obchod s orientálními koberci je pro účastníky náročný na odborné znalosti a zkušenost a je spojen s finančními riziky. Orientální koberce se liší od jiných druhů zboží tím, že sotva existují objektivní kritéria pro stanovení jejich ceny. Někteří makléři nabízejí jako pomůcku k seznámení s mechanizmem tvorby cen koberců např. bodové hodnocení od 0 do 10 u sedmi základních vlastností koberce (viz následující tabulka):
| Vlastnost                 | Měřítko          | Hodnocení 0 bodů                  | Hodnocení 10 bodů                         | Koeficient důležitosti |
| hustota                   | uzly / cm2       | <6                                | >105                                      | 11                     |
| materiál                  | vlas / podklad   | bavlna/juta                       | hedvábí/hedvábí                           | 7                      |
| vzorování                 | motivy           | jednobarevné zdobení              | přesné, křivočaré vzory na celém podkladu | 6                      |
| barvevnost a druh barviva | vzhled           | nepřijatelné barvy a odstíny      | nejméně 15 barev harmonicky sladěných     | 5                      |
| stáří                     | počet roků       | <10                               | >100                                      | 3                      |
| stav                      | vzhled           | roztrhaný, nedá se opravit        | “jako nový“                               | 2                      |
| poptávka a dosažitelnost  | informace o trhu | masový výrobek na nejnižší úrovni | vzácná starožitnost                       | 2                      |

#### Hustota vlasu
Jemnost koberce v závislosti na počtu uzlů na m²:
| velmi hrubý    | 40 000 – 80 000     |
| hrubý          | 80 000 – 120 000    |
| průměrný       | 120 000 – 240 000   |
| jemnější       | 240 000 – 360 000   |
| jemný          | 360 000 – 500 000   |
| velmi jemný    | 500 000 – 1 000 000 |
| obzvlášť jemný | nad 1 100 000       |

(Zkušená vazačka zhotoví průměrně 10 000 uzlů za den).

### Hodnocení
Každá vlastnost se ohodnotí, počet bodů se pak násobí koeficientem vyjadřujícím její důležitost pro stanovení celkové hodnoty výrobku a součet všech 7 hodnot se násobí proměnlivým faktorem, který má vyjadřovat momentální postavení daného výrobku na trhu s ohledem např. na politické a ekonomické vlivy v oblasti původu výrobku. Faktor pro výpočet maloobchodní ceny asi 20 vybraných výrobků v USD/m2 se pohyboval v 1. dekádě 21. století v rozmezí 1,5 až 9, jeho výši určovali zkušení makléři. Použití podobných systémů v praxi je značně závislé na důvěryhodnosti patřičných informací.

## Galerie orientálních koberců

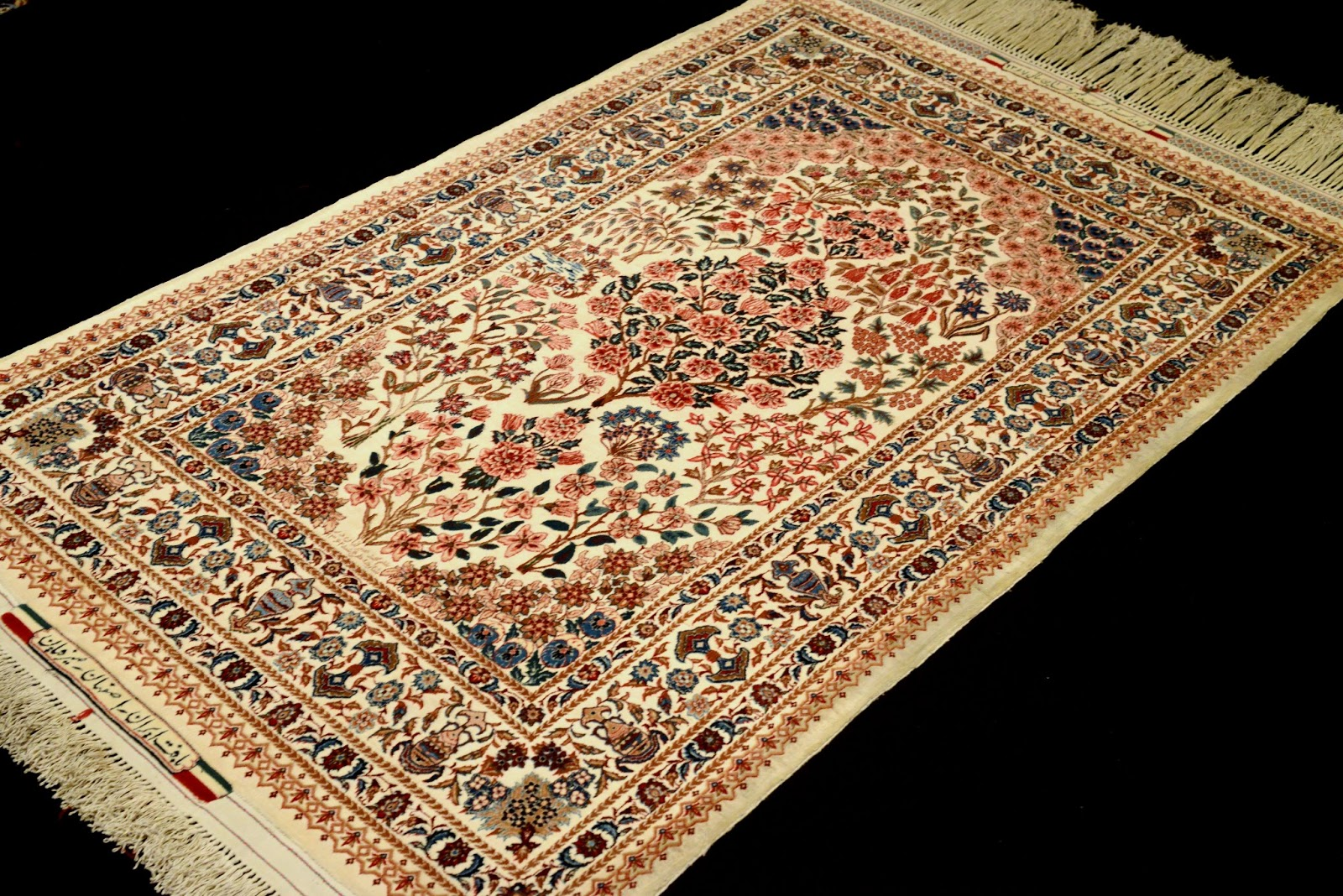
Isfahán/Persie – přírodní hedvábí
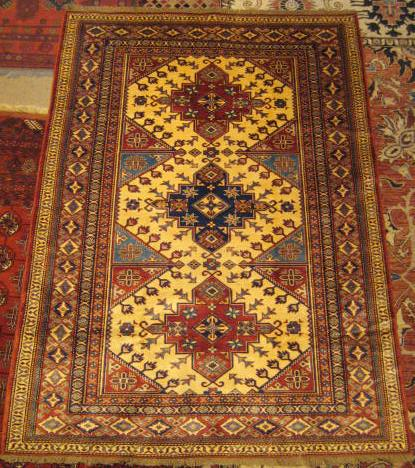
Afghán (stáří neznámé)
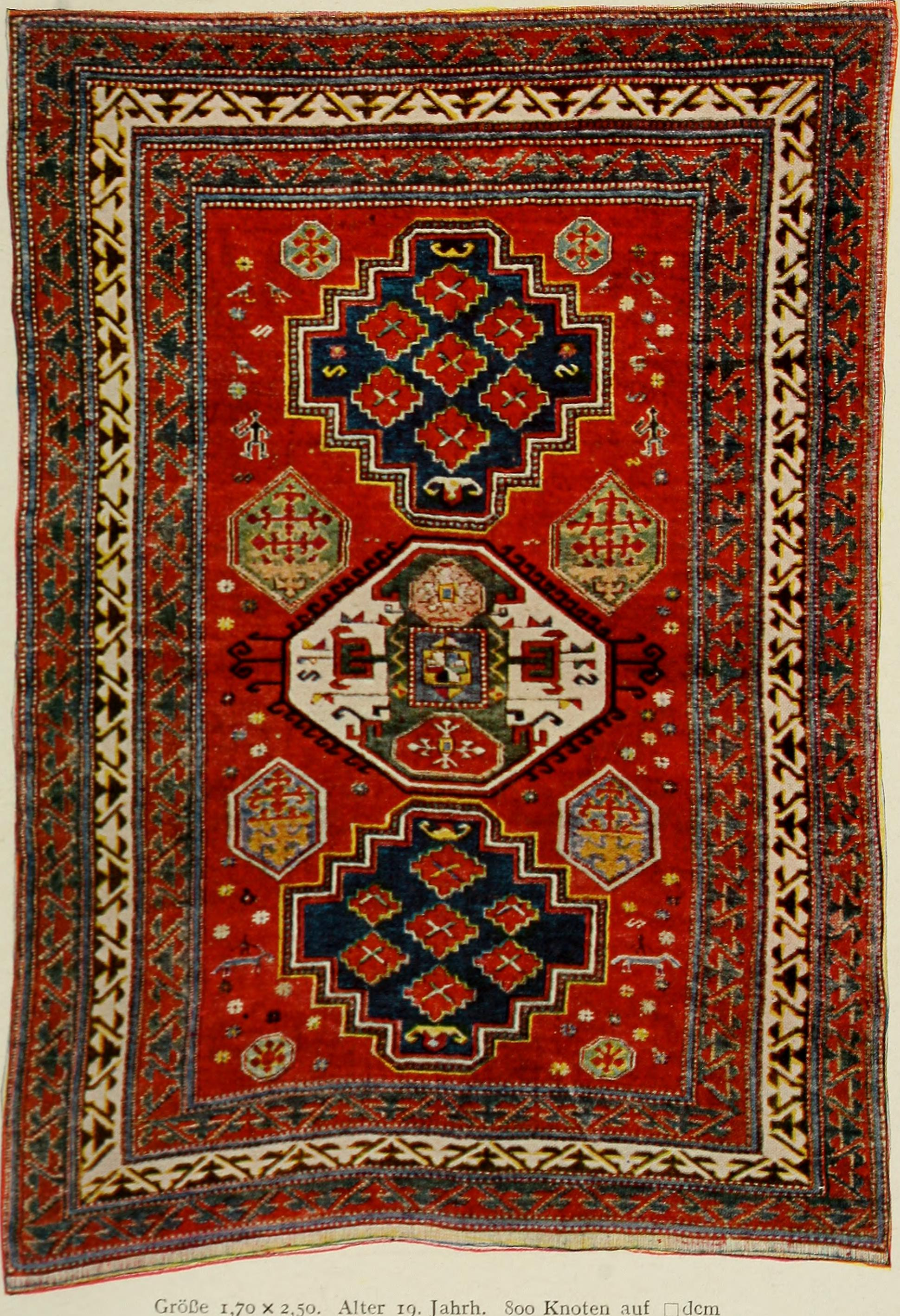
Kasak (jihozápadní Kavkaz) z 19. století
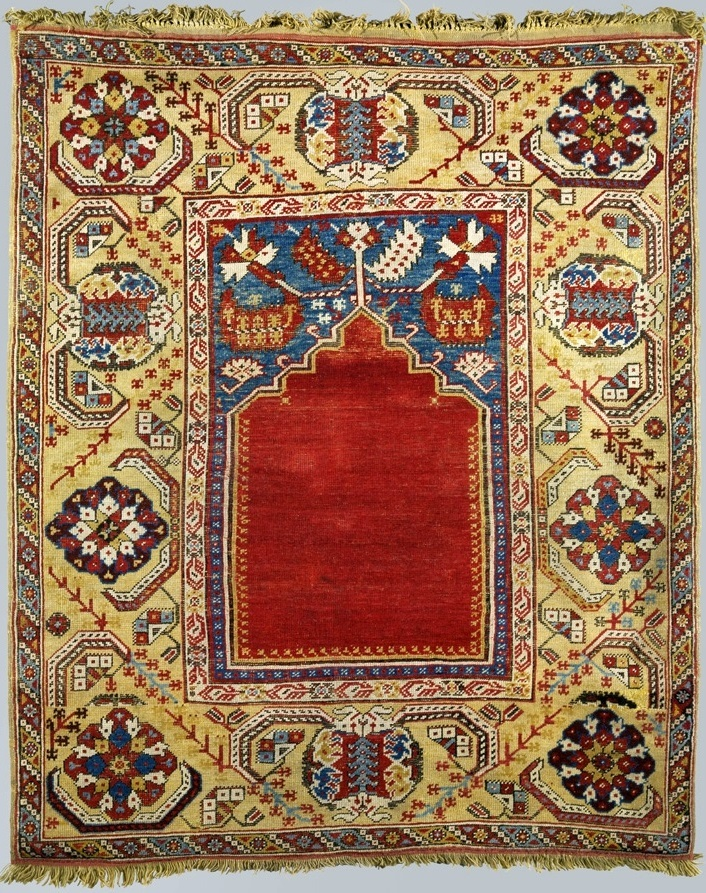
Turecký modlitební koberec z 18. století
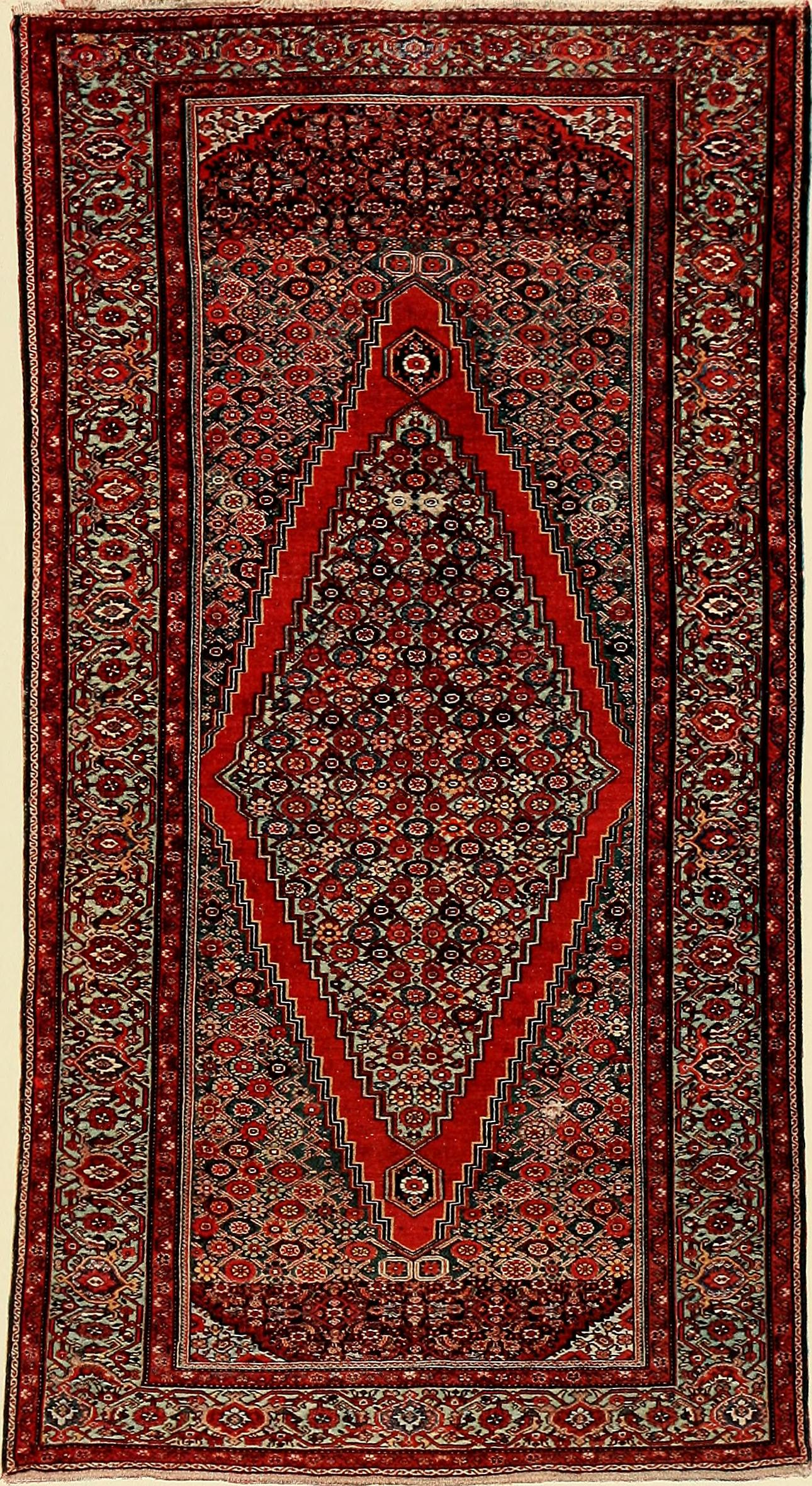
Indie 1910
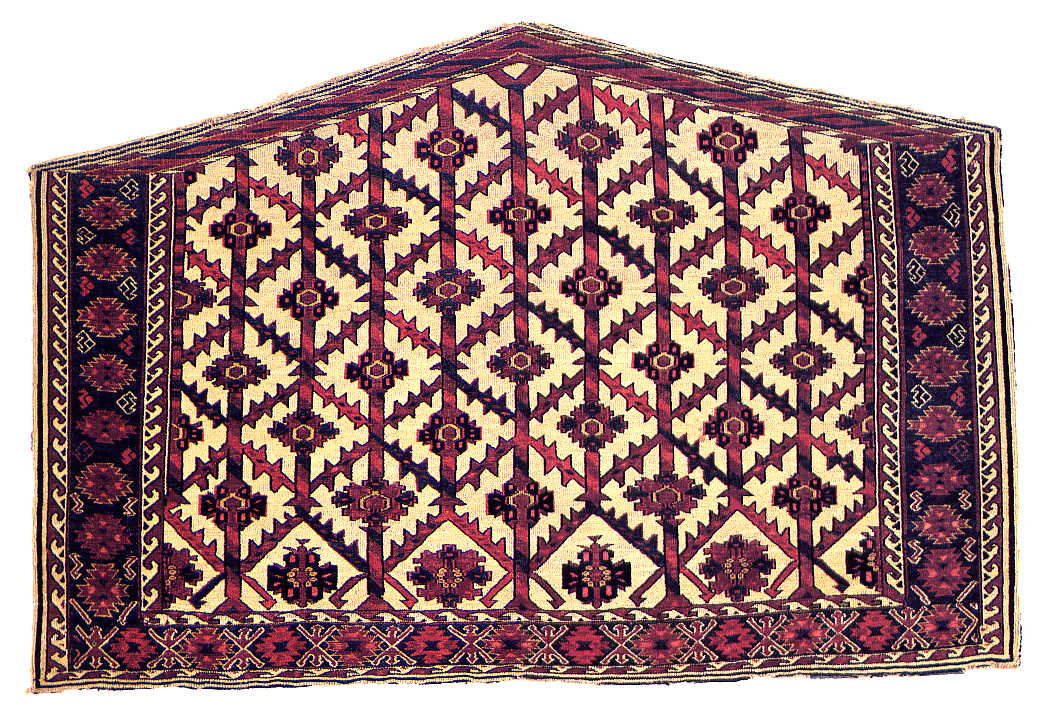
Turkmenistán 1. polovina 19. století